# مامادوبا سوماه
مامادوبا سوماه (انگلیسی: Mamadouba Soumah؛ زادهٔ ۱۹۴۲) بازیکن فوتبال اهل گینه بود.
از باشگاه‌هایی که در آن بازی کرده است می‌توان به باشگاه فوتبال هافیا اشاره کرد.
وی همچنین در تیم ملی فوتبال گینه بازی کرده است.